# Villaggio del bronzo antico di Afragola
Il villaggio del bronzo antico di Afragola è un sito archeologico risalente all'età del bronzo antico, in particolare alla cultura preistorica di Palma Campania, distrutto dall'eruzione delle Pomici di Avellino e scoperto nel 2005 durante le indagini di archeologia preventiva per la realizzazione della linea ferroviaria ad alta velocità Roma-Napoli, precisamente nella V sottotratta TAV (ad esempio, i lotti 1, dove sono stati rinvenuti i reperti più antichi, 4 e 17, collettore fognario Badagnano).

## Storia

### Origini
Il villaggio, distante circa 1000 metri dal corso dei Regi Lagni e a 12 km a nord ovest del Vesuvio, risale all'età del bronzo antico.
A seguito di studi sul paleo-clima e grazie alla presenza di alcuni frutti eduli, è noto che l'eruzione delle Pomici di Avellino si verificò probabilmente durante la stagione autunnale, che risultava essere il periodo più
caldo dell'anno.
In particolare, le fasi iniziali del villaggio sono attestate nel lotto 1 della V sottotratta TAV, a circa 400 metri dal lotto 10, sulla superficie del paleosuolo B, sulle ceneri lasciate dall'eruzione di Agnano 3 e fu successivamente abbandonato dopo l'eruzione di Paleoastroni 2, momento in cui l'area fu utilizzata per lavorazioni agricole, fino all'eruzione di Agnano-Monte Spina.
Nel lotto 1 sono state rinvenute quattro strutture, probabilmente a pianta sub-rettangolare con uno dei lati absidato, divise in due ambienti, e, inoltre, sul lato orientale, una sepoltura ad inumazione di un individuo adulto, di sesso probabilmente femminile, "rannicchiato in parziale decubito laterale destro", oltre a resti di ceramica come ad esempio olle e scodelle.
Inoltre è stata effettuata una datazione radiometrica sullo strato di un buco di palo di una struttura, risalente al 3620 a.C.-3340 a.C. (Eneolitico non avanzato).
L'area subì un ripopolamento, probabilmente verso la seconda metà del III millennio a.C., durante l'età del bronzo antico. Tuttavia, il villaggio fu, in seguito, distrutto dall'eruzione delle Pomici di Avellino.
Durante l'età del bronzo recente e finale (XIII-XII secolo a.C.) si sviluppò un esteso insediamento, nei pressi del villaggio, di circa 15 ha, che testimonia contatti con il mondo egeo.

### Scavi archeologici
Durante gli scavi, condotti nel 2005 per la realizzazione della stazione di Napoli Afragola, sono state rinvenute nel villaggio delle capanne a pianta rettangolare con lato corto absidato lunghe 5,5-8 m e larghe 4-5 m, sostenute da pali e divise da una parete in due ambienti: uno a pianta rettangolare, dove vi è un focolare e l'altro a pianta semicircolare nell'abside.
Nei pressi di queste, invece, sono stati scoperti dei magazzini anch'essi a pianta rettangolare, fra i quali uno a nord est, con lato corto absidato e copertura a doppio spiovente, crollato a causa di un incendio. Il villaggio è diviso da recinzioni, oltre le quali era presente una foresta di querce e faggi.
Il villaggio, inoltre, presenta depositi di corrente piroclastica, le quali non sono state in grado di abbattere le strutture, crollate, piuttosto, a causa dell'accumulo di cenere vulcanica.

### Le orme umane e animali
Gli archeologi hanno rinvenuto, inoltre, migliaia di impronte umane ed animali (tra i quali tori, capre, asini o cavalli, cani, gatti, cervi, porcospini e scoiattoli) impresse su diversi depositi sia all'interno del villaggio che su un raggio di 1 km, oltre a depositi alluvionali.
Grazie ai campioni di orme di tre individui trovati nel sito archeologico di San Paolo Belsito, gli archeologi sono, inoltre, riusciti a rilevare l'altezza degli uomini: 13 individui di altezza non superiore a 140
cm, mentre 57 individui di altezza tra i 140 e 170 cm e 9 di oltre 170 cm.
Inoltre, grazie a tracce di tre impronte si è scoperto che gli individui stavano fuggendo, per scampare all'eruzione vulcanica, con passo di velocità compresa tra i 2,5 e 5,4 km/h nell'89,6%.

### Alimentazione e allevamento
Grazie ai reperti ossei rinvenuti, gli archeologi hanno scoperto che gli antichi uomini praticavano l'allevamento, la macellazione (soprattutto di Bos taurus) e lo sfruttamento degli animali per il
lavoro nei campi, mentre gli Ovis erano sfruttati sia per la carne che per la lana e il latte, tuttavia, non è attestata attività venatoria. Inoltre, gli uomini si cibavano di varie Graminacee, Leguminose e soprattutto di frutti e pesci, dovuta alla vicinanza al fiume Clanio.
In particolare, grazie all'analisi dei resti di un vitello, morto
all'età di circa 6 mesi, rinvenuto nei pressi di una staccionata, si è scoperto che la
morte è stata determinata da "uno sfondamento del cranio per mezzo di un'arma
da punta, per poi essere stato forse legato ad un'asse di legno con la zampa posteriore sinistra e quella
anteriore destra e con il capo verso il basso probabilmente a scolare".

## Reperti archeologici
I reperti includono piatti, vasi e coppe di età micenea, rinvenuti a una profondità tra i due e i cinque metri in numerosi pozzi nelle vicinanze, oltre a fibbie, anelli e spille in bronzo e reperti ossei di animali, tra i quali un esemplare di vitello, morto all'interno di una capanna, tori, capre, maiali, cani, gatti, ratti d'acqua, uccelli e lische di pesce, ritrovate accanto a oggetti in osso utilizzati probabilmente come armi.
Inoltre, grazie a resti carpologici, fossili ed impronte vegetali, si è potuto constatare quali specie erbacee, arboree e arbustive fossero presenti nel territorio in quel periodo, ad esempio: farro piccolo, farro, farricello, melagrane, fichi, ghiande con cupole, orzo distico, setaria italica, lenticchia, pisello, melo, pero, vite, corniolo maschio, papavero comune, ravanello, fossili vegetali di erba delle Poaceae, roverella, frangole, sanguinella, mirtillo rosso, rovere, geranio molle, tarassaco, felce aquilina, edera, baccaro, more, spighe e foglie di ortica, impasti di farina, cariossidi e un pericarpo mineralizzato di mandorla.